# Polychrysia sica
Polychrysia sica är en fjärilsart som beskrevs av Ludwig Carl Friedrich Graeser 1890. Polychrysia sica ingår i släktet Polychrysia och familjen nattflyn. Inga underarter finns listade i Catalogue of Life.